# 赫曼 (明尼蘇達州)
赫曼是一個位於美國明尼蘇達州格蘭特縣的城市。

## 歷史
赫曼於1875年成立，1872年設立營運至今的郵局。此地得名自鐵路公司老闆赫曼·特羅特（Herman Trott）。

## 人口
根據2020年美國人口普查的數據，赫曼的面積為2.87平方千米，當中陸地面積為2.87平方千米，而水域面積為0.00平方千米。當地共有人口384人，而人口密度為每平方千米134人。